# NJ/NY Gotham FC
A New Jersey/New York Gotham FC egy amerikai női labdarúgóklub, amely az NWSL bajnokságában szerepel. A klub székhelye Harrisonban található. Hazai mérkőzéseiket a RBNY Edzőközpontjában Whippanyben, az MSU Soccer Parkban és a Red Bull Arenában játsszák.

## Története
A 2007-ben létrehozott együttes 2008. szeptember 9-től tagja az Észak-amerikai női labdarúgó-bajnokságnak, így a három szezont megélt WPS és a 2013-tól működő NWSL-nek is alapító tagjai közé tartozik. A WPS első szezonjában a csapat bajnoki címet szerzett, azóta inkább a középmezőnyben foglal helyet. 2020. február 18-án a klub partnerkapcsolatba lépett a New York Red Bulls együttesével, és felvette a New Jersey/New York Gotham FC nevet.

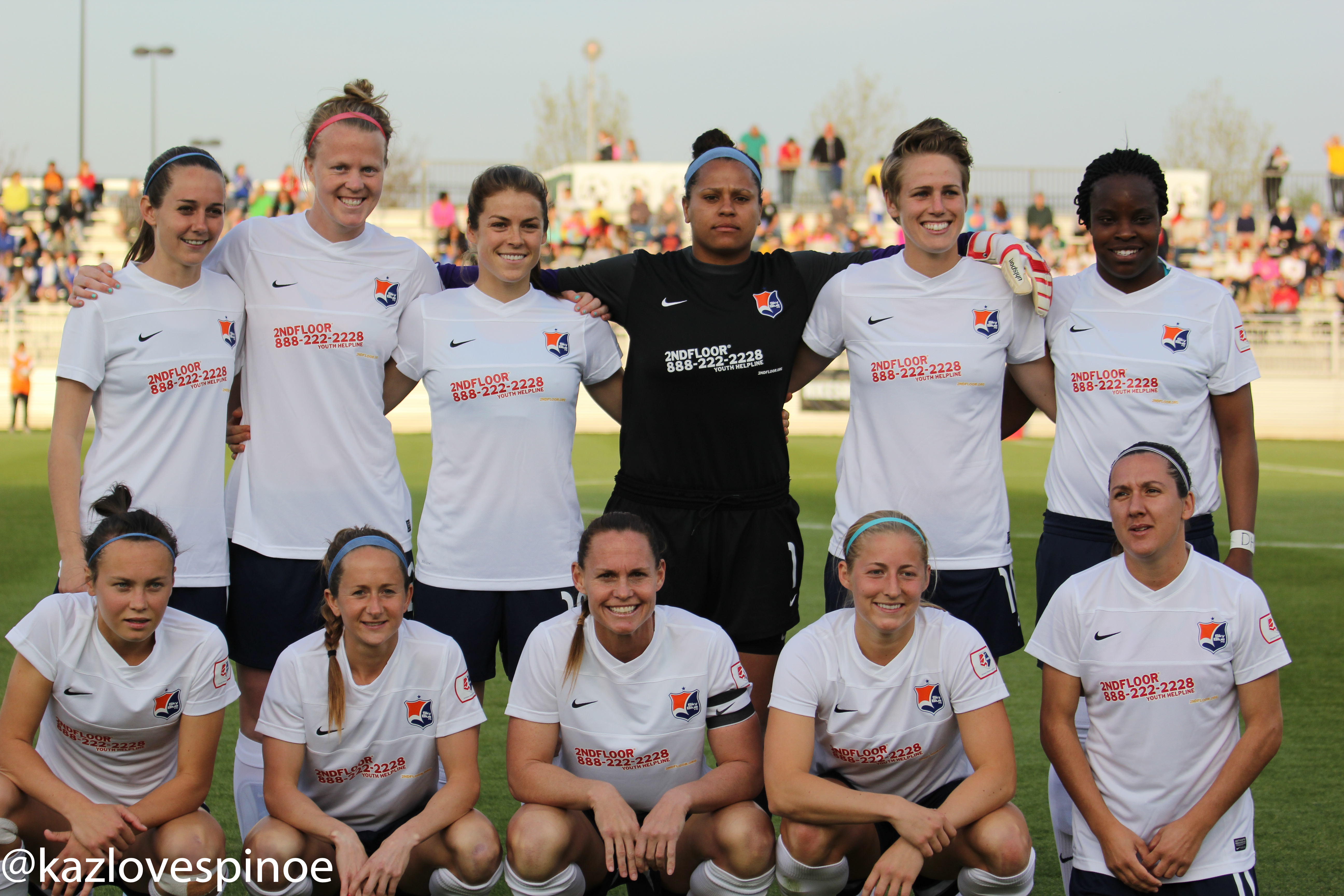
A 2013. április 27-i felállás a Washington Spirit ellen.
Felső sor, balról: Katy Freels, Courtney Goodson, Kelley O'Hara, Brittany Cameron, Sophie Schmidt, Danesha Adams.
Alsó sor, balról: Caitlin Foord, Manya Makoski, Christie Pearce, Kendall Johnson, Lisa De Vanna.

## Sikerlista
Észak-amerikai bajnok (2):
- WPS bajnok (1): 2009
- NWSL bajnok (1): 2023

 NWSL Challenge Cup:
- Ezüstérmes (2): 2021, 2024

  NWSL x Liga MX Femenil Summer Cup:
- Ezüstérmes (1): 2024

Meghívó kupák (1):
- The Women's Cup (1): 2024

## Játékoskeret
2025. március 16-től
| #  |     | Poszt | Név               |
| -- | --- | ----- | ----------------- |
| 1  | USA | K     | Shelby Hogan      |
| 12 | USA | K     | Ryan Campbell     |
| 30 | GER | K     | Ann-Katrin Berger |
| 3  | BRA | V     | Bruninha          |
| 4  | USA | V     | Lilly Reale       |
| 8  | USA | V     | Taryn Torres      |
| 15 | USA | V     | Tierna Davidson   |
| 22 | USA | V     | Mandy Freeman     |
| 27 | ENG | V     | Jess Carter       |
| 6  | GHA | KP    | Emily Sonnett     |

| #  |     | Poszt | Név              |
| -- | --- | ----- | ---------------- |
| 7  | USA | KP    | Jaelin Howell    |
| 14 | USA | KP    | Nealy Martin     |
| 16 | USA | KP    | Rose Lavelle     |
| 21 | USA | KP    | Sofia Cook       |
| 9  | SPA | CS    | Esther González  |
| 11 | USA | CS    | Sarah Schupansky |
| 13 | USA | CS    | Ella Stevens     |
| 17 | USA | CS    | Mak Whitham      |
| 18 | BRA | CS    | Gabi Portilho    |
| 20 | POR | CS    | Jéssica Silva    |
| 23 | USA | CS    | Margaret Purce   |
| 24 | USA | CS    | Cece Kizer       |
| 34 | USA | CS    | Khyah Harper     |
| 90 | GHA | CS    | Stella Nyamekye  |